# Челик
Челик е детска игра, която се играе предимно от деца на детски площадки или поляни..

## Правила на игра
В земята се изкопава малка продълговата ямка с дължина 10 – 15 см и ширина 2 – 3 см. Необходими са една пръчка (дълга около 1 м) и къса пръчка, нар. „челик“ (с дължина около 10 – 20 см и диаметър 2 – 3 см). Челикът се бие на разстояние до 30 – 40 м. Участват между двама до 7 – 8 участника. Първият играч удря челика, а останалите участници, пръснати на откритата площ, държейки в ръце сопите си, го „пазят“, стараейки се да го докоснат, преди да падне на земята. Играчът, който ще удря челика, го поставя перпендикулярно върху ямката (вместо над ямката челикът може да се повдигне от едната страна с камъче или дървено трупче), подпъхва предния край на тояжката под него, подхвърля го нагоре и докато той е още във въздуха го удря. Ако пазещите не успеят да го докоснат със своите сопи, участникът, който го е ударил, печели. Той прави бройки като подхвърля челика, докато го изпусне. Всяка дванадесета бройка прави една „баба“. Победител е този, който направи най-много баби. Ако играч не успее да удари челика до три пъти, той става пазач и неговото място заема някой от пазачите.